# Blücherhof südwestlich Klocksin
Blücherhof südwestlich Klocksin este o arie protejată (arie specială de conservare — SAC, sit de importanță comunitară — SCI) din Germania întinsă pe o suprafață de 0,05 ha, integral pe uscat.

## Localizare
Centrul sitului Blücherhof südwestlich Klocksin este situat la coordonatele 53°37′00″N 12°30′59″E / 53.6167°N 12.5164°E.

## Înființare
Situl Blücherhof südwestlich Klocksin a fost declarat sit de importanță comunitară în aprilie 2004 pentru a proteja 1 specie de animale. Situl a fost protejat și ca arie specială de conservare în august 2016.

## Biodiversitate
Situată în ecoregiunea continentală, aria protejată nu include niciun habitat protejat.
La baza desemnării sitului se află o specie protejată de  mamifere: liliac comun (Myotis myotis)